# Kentucky Indy 300 de 2010
O Kentucky Indy 300 de 2010 foi a décima quinta corrida da temporada de 2010 da IndyCar Series. A corrida foi disputada no dia 4 de setembro no Kentucky Speedway, localizado na cidade de Sparta, Kentucky. O vencedor foi o brasileiro Hélio Castroneves, da equipe Team Penske.

## Pilotos e Equipes
No total 27 carros foram inscritos para corrida.
| Nº | Piloto                  | Equipe                     | Chassis | Motor | Pneu |
| -- | ----------------------- | -------------------------- | ------- | ----- | ---- |
| 2  | Raphael Matos           | de Ferran Dragon Racing    | Dallara | Honda | F    |
| 3  | Hélio Castroneves       | Team Penske                | Dallara | Honda | F    |
| 4  | Dan Wheldon             | Panther Racing             | Dallara | Honda | F    |
| 5  | Takuma Sato (R)         | KV Racing Technology       | Dallara | Honda | F    |
| 6  | Ryan Briscoe            | Team Penske                | Dallara | Honda | F    |
| 7  | Danica Patrick          | Andretti Autosport         | Dallara | Honda | F    |
| 8  | E. J. Viso              | KV Racing Technology       | Dallara | Honda | F    |
| 9  | Scott Dixon             | Chip Ganassi Racing        | Dallara | Honda | F    |
| 10 | Dario Franchitti        | Chip Ganassi Racing        | Dallara | Honda | F    |
| 11 | Tony Kanaan             | Andretti Autosport         | Dallara | Honda | F    |
| 12 | Will Power              | Team Penske                | Dallara | Honda | F    |
| 14 | Vitor Meira             | A. J. Foyt Enterprises     | Dallara | Honda | F    |
| 18 | Milka Duno              | Dale Coyne Racing          | Dallara | Honda | F    |
| 19 | Alex Lloyd (R)          | Dale Coyne Racing          | Dallara | Honda | F    |
| 20 | Ed Carpenter            | Panther Racing             | Dallara | Honda | F    |
| 22 | Justin Wilson           | Dreyer & Reinbold Racing   | Dallara | Honda | F    |
| 24 | Paul Tracy              | Dreyer & Reinbold Racing   | Dallara | Honda | F    |
| 26 | Marco Andretti          | Andretti Autosport         | Dallara | Honda | F    |
| 32 | Mario Moraes            | KV Racing Technology       | Dallara | Honda | F    |
| 34 | Bertrand Baguette (R)   | Conquest Racing            | Dallara | Honda | F    |
| 36 | Tomas Scheckter         | Conquest Racing            | Dallara | Honda | F    |
| 37 | Ryan Hunter-Reay        | Andretti Autosport         | Dallara | Honda | F    |
| 66 | Graham Rahal            | Sarah Fisher Racing        | Dallara | Honda | F    |
| 67 | Sarah Fisher            | Sarah Fisher Racing        | Dallara | Honda | F    |
| 77 | Alex Tagliani           | FAZZT Race Team            | Dallara | Honda | F    |
| 78 | Simona de Silvestro (R) | HVM Racing                 | Dallara | Honda | F    |
| 06 | Hideki Mutoh            | Newman/Haas/Lanigan Racing | Dallara | Honda | F    |

- (R) - Rookie

## Resultados

### Treino classificatório
| 1         | 20 | Ed Carpenter            | Panther Racing           | 24.4414 | 24.4544 | 48.8958   |
| 2         | 12 | Will Power              | Team Penske              | 24.4469 | 24.4723 | 48.9192   |
| 3         | 4  | Dan Wheldon             | Panther Racing           | 24.4840 | 24.4640 | 48.9480   |
| 4         | 9  | Scott Dixon             | Chip Ganassi Racing      | 24.5009 | 24.4848 | 48.9857   |
| 5         | 06 | Hideki Mutoh            | Newman/Haas Racing       | 24.4871 | 24.5343 | 49.0214   |
| 6         | 34 | Bertrand Baguette (R)   | Conquest Racing          | 24.5291 | 24.5796 | 49.1087   |
| 7         | 32 | Mario Moraes            | KV Racing Technology     | 24.5877 | 24.5458 | 49.1335   |
| 8         | 3  | Hélio Castroneves       | Team Penske              | 24.5988 | 24.5395 | 49.1383   |
| 9         | 6  | Ryan Briscoe            | Team Penske              | 24.5666 | 24.6301 | 49.1967   |
| 10        | 36 | Tomas Scheckter         | Conquest Racing          | 24.6000 | 24.5991 | 49.1991   |
| 11        | 10 | Dario Franchitti        | Chip Ganassi Racing      | 24.6178 | 24.5942 | 49.2120   |
| 12        | 14 | Vitor Meira             | A. J. Foyt Enterprises   | 24.6330 | 24.6013 | 49.2343   |
| 13        | 77 | Alex Tagliani           | FAZZT Race Team          | 24.5926 | 24.6517 | 49.2443   |
| 14        | 5  | Takuma Sato (R)         | KV Racing Technology     | 24.6401 | 24.6327 | 49.2728   |
| 15        | 26 | Marco Andretti          | Andretti Autosport       | 24.6797 | 24.6142 | 49.2939   |
| 16        | 22 | Justin Wilson           | Dreyer & Reinbold Racing | 24.6761 | 24.6701 | 49.3462   |
| 17        | 7  | Danica Patrick          | Andretti Autosport       | 24.7322 | 24.6422 | 49.3744   |
| 18        | 19 | Alex Lloyd (R)          | Dale Coyne Racing        | 24.7734 | 24.7267 | 49.5001   |
| 19        | 78 | Simona de Silvestro (R) | HVM Racing               | 24.8104 | 24.7517 | 49.5621   |
| 20        | 2  | Raphael Matos           | de Ferran Dragon Racing  | 24.7809 | 24.7938 | 49.5747   |
| 21        | 67 | Sarah Fisher            | Sarah Fisher Racing      | 24.8375 | 24.7684 | 49.6059   |
| 22        | 8  | E. J. Viso              | KV Racing Technology     | 24.8667 | 24.7897 | 49.6564   |
| 23        | 24 | Paul Tracy              | Dreyer & Reinbold Racing | 24.8989 | 24.8328 | 49.7317   |
| 24        | 18 | Milka Duno              | Dale Coyne Racing        | 24.9899 | 24.9579 | 49.9478   |
| 25        | 66 | Graham Rahal            | Sarah Fisher Racing      | 25.2216 | 24.9565 | 50.1781   |
| 26        | 11 | Tony Kanaan             | Andretti Autosport       | 25.3817 | 25.1611 | 50.5428   |
| 27        | 37 | Ryan Hunter-Reay        | Andretti Autosport       |         |         | sem tempo |
| Relatório |    |                         |                          |         |         |           |

- (R) - Rookie

### Corrida
| Pos                        | Nº | Piloto                  | Equipe                   | Voltas | Tempo        | Largada | Voltas na Liderança | Pontos |
| -------------------------- | -- | ----------------------- | ------------------------ | ------ | ------------ | ------- | ------------------- | ------ |
| 1                          | 3  | Hélio Castroneves       | Team Penske              | 200    | 1:41:50.0059 | 8       | 7                   | 50     |
| 2                          | 20 | Ed Carpenter            | Panther Racing           | 200    | +13.1597     | 1       | 11                  | 40+1   |
| 3                          | 4  | Dan Wheldon             | Panther Racing           | 200    | +13.9214     | 3       | 93                  | 35+2   |
| 4                          | 11 | Tony Kanaan             | Andretti Autosport       | 200    | +13.9931     | 26      | 0                   | 32     |
| 5                          | 10 | Dario Franchitti        | Chip Ganassi Racing      | 200    | +14.1968     | 11      | 0                   | 30     |
| 6                          | 26 | Marco Andretti          | Andretti Autosport       | 200    | +14.5669     | 15      | 0                   | 28     |
| 7                          | 9  | Scott Dixon             | Chip Ganassi Racing      | 200    | +15.1025     | 4       | 1                   | 26     |
| 8                          | 12 | Will Power              | Team Penske              | 200    | +15.6142     | 2       | 83                  | 24     |
| 9                          | 7  | Danica Patrick          | Andretti Autosport       | 200    | +15.8494     | 17      | 0                   | 22     |
| 10                         | 34 | Bertrand Baguette (R)   | Conquest Racing          | 199    | +1 volta     | 6       | 0                   | 20     |
| 11                         | 22 | Justin Wilson           | Dreyer & Reinbold Racing | 199    | +1 volta     | 16      | 0                   | 19     |
| 12                         | 24 | Paul Tracy              | Dreyer & Reinbold Racing | 199    | +1 volta     | 23      | 4                   | 18     |
| 13                         | 19 | Alex Lloyd (R)          | Dale Coyne Racing        | 199    | +1 volta     | 18      | 0                   | 17     |
| 14                         | 36 | Tomas Scheckter         | Conquest Racing          | 199    | +1 volta     | 10      | 0                   | 16     |
| 15                         | 77 | Alex Tagliani           | FAZZT Race Team          | 199    | +1 volta     | 13      | 0                   | 15     |
| 16                         | 2  | Raphael Matos           | de Ferran Dragon Racing  | 199    | +1 volta     | 20      | 0                   | 14     |
| 17                         | 06 | Hideki Mutoh            | Newman/Haas Racing       | 199    | +1 volta     | 5       | 0                   | 13     |
| 18                         | 32 | Mario Moraes            | KV Racing Technology     | 198    | +2 voltas    | 7       | 0                   | 12     |
| 19                         | 18 | Milka Duno              | Dale Coyne Racing        | 195    | +5 voltas    | 24      | 0                   | 12     |
| 20                         | 66 | Graham Rahal            | Sarah Fisher Racing      | 195    | +5 voltas    | 25      | 0                   | 12     |
| 21                         | 37 | Ryan Hunter-Reay        | Andretti Autosport       | 174    | Mecânico     | 27      | 0                   | 12     |
| 22                         | 67 | Sarah Fisher            | Sarah Fisher Racing      | 134    | Mecânico     | 21      | 0                   | 12     |
| 23                         | 14 | Vitor Meira             | A. J. Foyt Enterprises   | 79     | Contato      | 12      | 0                   | 12     |
| 24                         | 6  | Ryan Briscoe            | Team Penske              | 79     | Contato      | 9       | 1                   | 12     |
| 25                         | 78 | Simona de Silvestro (R) | HVM Racing               | 78     | Contato      | 19      | 0                   | 10     |
| 26                         | 8  | E. J. Viso              | KV Racing Technology     | 45     | Mecânico     | 22      | 0                   | 10     |
| 27                         | 5  | Takuma Sato (R)         | KV Racing Technology     | 0      | Contato      | 14      | 0                   | 10     |
| Relatório[ligação inativa] |    |                         |                          |        |              |         |                     |        |

- (R) - Rookie

## Tabela do campeonato após a corrida
Observe que somente as dez primeiras posições estão incluídas na tabela.
| Pos | Var     | Piloto            | Pontos |
| --- | ------- | ----------------- | ------ |
| 1   | Estável | Will Power        | 552    |
| 2   | Estável | Dario Franchitti  | 535    |
| 3   | Estável | Scott Dixon       | 469    |
| 4   | Aumento | Hélio Castroneves | 448    |
| 5   | Baixa   | Ryan Briscoe      | 418    |

| Pos | Var     | Piloto           | Pontos |
| --- | ------- | ---------------- | ------ |
| 6   | Estável | Ryan Hunter-Reay | 404    |
| 7   | Estável | Tony Kanaan      | 392    |
| 8   | Estável | Marco Andretti   | 347    |
| 9   | Aumento | Dan Wheldon      | 346    |
| 10  | Baixa   | Justin Wilson    | 335    |